# Quincy (Waszyngton)
Quincy – miasto w Stanach Zjednoczonych, w stanie Waszyngton, w hrabstwie Grant.